# Hvězdárna Valašské Meziříčí
Hvězdárna Valašské Meziříčí je větší hvězdárna sloužící především pro popularizaci astronomie. Původní dřevěná budova z roku 1929 je nyní kulturní památkou. Nová kamenná budova pochází z roku 1955.

## Historie
Hvězdárna navazuje na tradici soukromé Ballnerovy hvězdárny, která byla nákladem Antonína Ballnera na jižním okraji města na vrcholu Stínadla postavena v roce 1929. Dřevěná budova s kupolí o průměru tři metry, která je zároveň nejstarší hvězdárnou na Moravě,[zdroj⁠?!] byla rekonstruována a veřejnosti znovuotevřena roku 2005.
Současná hvězdárna byla otevřena na podzim roku 1955, kdy byla vedle historické budovy vystavěna kamenná observatoř podle architektonického návrhu Zdeňka Plesníka. Její první ředitel Josef Doleček otevíral v roce 1964 i druhou budovu sloužící jako odborné pracoviště. V období 1965–1995 sloužila hvězdárna jako centrum Pomaturitního studia astronomie při místním gymnáziu.

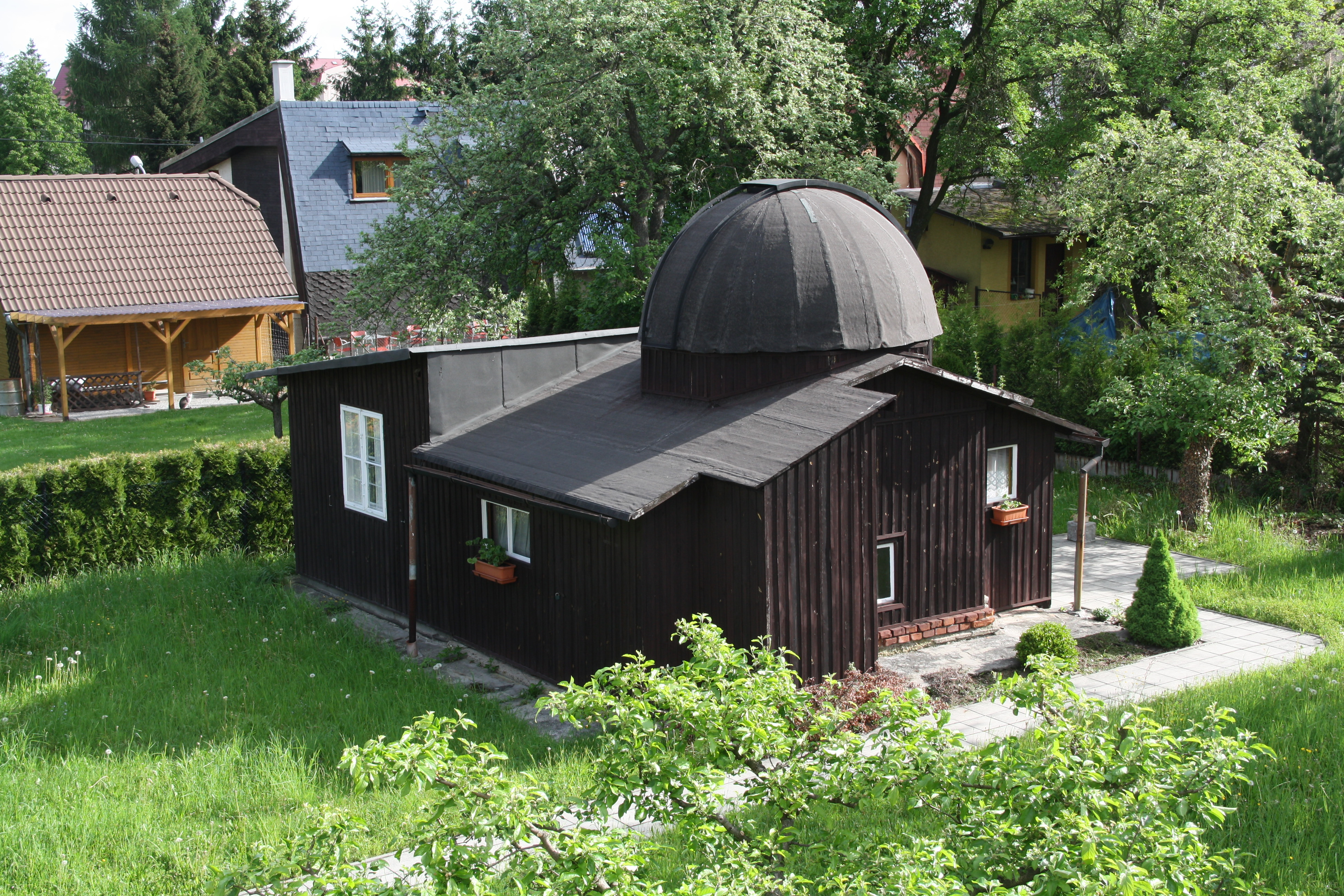
Historická Ballnerova hvězdárna z roku 1929

## Vybavení
Hlavní budova má tři kupole. V centrální kupoli je umístěn dalekohled Zeiss-coudé 150/2250 mm (průměr objektivu/ohnisková délka), který je využíván především při programech pro veřejnost. Ve východní kopuli se nachází reflektor Schmidt-Cassegrain 355/3550 mm s CCD kamerou G2. V západní kopuli je umístěn reflektor Celestron Schmidt-Cassegrain 280/2800 mm.
Na jižní budově sloužící převážně k pozorování Slunce je jedna kupole, ve které se na paralaktické montáži Zeiss VII nachází několik dalekohledů: refraktor AS 200/3000 mm, refraktor E 130/1930 mm, protuberanční koronograf 150/1950 mm, chromosférický dalekohled 135/2350 mm s efektivním ohniskem 5170 mm.
Hvězdárna disponuje přednáškovým sálem, v areálu je umístěn mj. model družice Iridium, zmenšený model sluneční soustavy, model Země a muzeum vzorků významných hornin. Na zahradě je instalován model místního poledníku, který slouží k vysvětlení souřadnicových systémů na Zemi a na obloze. Vstup do veřejné observatoře zdobí bysty významných přírodovědců.

## Činnost
Valašskomeziříčská hvězdárna navázala na tradici pozorování Slunce Ballnerovou hvězdárnou. Odborné sledování Slunce, průběhu protuberancí nebo dějů v chromosféře zde stále probíhá. Další odbornou činností je měření okamžiků zákrytů hvězd tělesy sluneční soustavy, pozorování vybraných typů proměnných hvězd či meziplanetární hmoty.
Pro veřejnost pořádá především přednášky a semináře o astronomii a kosmonautice. Hvězdárna je také velmi aktivní na internetu. Úzce spolupracuje s Valašskou astronomickou společností.

### Meteorologická stanice
Od roku 1957 je v areálu umístěna meteorologická stanice provozována ČHMÚ Ostrava-Poruba. Automaticky měří základní meteorologické prvky jako teplotu a tlak vzduchu, teplotu půdy, relativní vlhkost vzduchu, směr a rychlost větru, délka slunečního svitu nebo množství srážek.